# Rivulus
Genre
Le genre Rivulus regroupe plusieurs espèces de poissons d'Amérique centrale et du sud de la famille des Aplocheilidae. Ils font partie des killis.

## Liste des espèces
Selon Fishbase 5 espèces (05/2015):
- Rivulus cylindraceus Poey, 1860
- Rivulus formosensis Costa, 2008
- Rivulus insulaepinorum de la Cruz & Dubitsky, 1976
- Rivulus roloffi Roloff, 1938
- Rivulus tomasi Vermeulen, Valdesalici & Garcia-Gil, 2013